# قائمة أكثر ألعاب بلاي ستيشن مبيعا

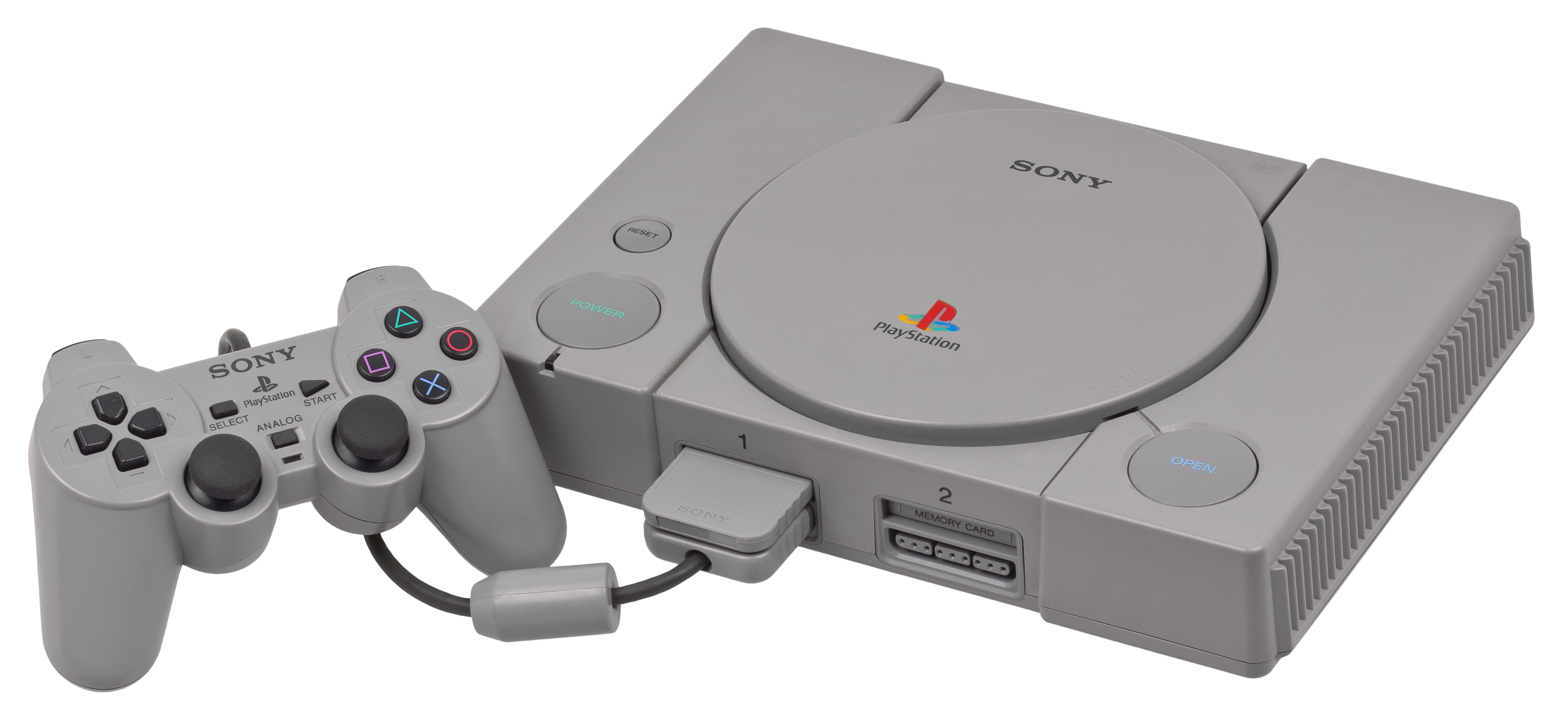
بلاي ستيشن

قائمة أكثر ألعاب بلاي ستيشن مبيعًا التي قد باعت أو صدرت على الأقل مليون نسخة.

## قائمة الألعاب
| العنوان                           | النسخ المباعة                               | توقف المبيعات                                                                     | تاريخ الإصدار                                                                 |
| --------------------------------- | ------------------------------------------- | --------------------------------------------------------------------------------- | ----------------------------------------------------------------------------- |
| غران تورزمو                       | 10.85 مليون نسخة مُصدَّرة                      | —                                                                                 | ياب: 23 ديسمبر 1997 أ.ش: 30 أبريل 1998 أور: 8 مايو 1998                       |
| فاينل فانتازي 7                   | 10 ملايين                                   | —                                                                                 | ياب: 31 يناير 1997 أ.ش: 3 سبتمبر 1997 أور: 17 نوفمبر 1997                     |
| غران تورزمو 2                     | 9.37 ملايين نسخة مُصدَّرة                      | —                                                                                 | أ.ش: 30 نوفمبر 1999 ياب: 11 ديسمبر 1999 أور: 27 أكتوبر 2000                   |
| تيكن 3                            | 8.5 ملايين                                  | - 3.24 ملايين في الولايات المتحدة - 1.4 مليون في اليابان                          | ياب: 26 مارس 1998 أ.ش: 29 أبريل 1998 أور: سبتمبر 1998                         |
| فاينل فانتازي 8                   | 8.15 ملايين                                 | —                                                                                 | ياب: 11 فبراير 1999 أ.ش: 7 سبتمبر 1999 أور: 27 أكتوبر 1999 أس: 29 أكتوبر 1999 |
| هاري بوتر وحجر الفلاسفة           | 8 ملايين                                    | —                                                                                 | أ.ش: 15 نوفمبر 2001 أور: 16 نوفمبر 2001 ياب: 1 ديسمبر 2001                    |
| غزاة القبور                       | 8 ملايين                                    | —                                                                                 | أور: 1 نوفمبر 1997 أ.ش: 1997 ياب: 22 يناير 1998                               |
| كراش بانديكوت 3: واربد            | 7.13 ملايين                                 | —                                                                                 | أ.ش: 31 أكتوبر 1998 ياب: 17 ديسمبر 1998 أور: ديسمبر 1998                      |
| ميتال غير سوليد                   | 7 ملايين                                    | —                                                                                 | ياب: 3 سبتمبر 1998 أ.ش: 21 أكتوبر 1998 أور: 26 فبراير 1999                    |
| غزاة القبور                       | 7 ملايين (قد تتضمن مبيعات منصات متعددة)     | —                                                                                 | أ.ش: 15 نوفمبر 1996 أور: 25 نوفمبر 1996 ياب: 14 فبراير 1997                   |
| كراش بانديكوت                     | 6.82 ملايين                                 | —                                                                                 | أ.ش: 31 أغسطس 1996 أور: نوفمبر 1996 ياب: 6 ديسمبر 1996                        |
| غزاة القبور 3                     | 6.5 ملايين (قد تتضمن مبيعات الحاسوب الشخصي) | —                                                                                 | أ.ش: 21 نوفمبر 1998 أور: 1998 ياب: 4 مارس 1999                                |
| فاينل فانتازي 9                   | 5.3 ملايين                                  | —                                                                                 | ياب: 7 يوليو 2000 أ.ش: 13 نوفمبر 2000 أور: 16 فبراير 2001                     |
| كراش بانديكوت 2: كورتكس يرد       | 5.17 ملايين                                 | - 3.87 ملايين في الولايات المتحدة - 1.3 مليون في اليابان                          | أ.ش: 31 أكتوبر 1997 ياب: 18 ديسمبر 1997 أور: ديسمبر 1997                      |
| غزاة القبور: الكشف الأخير         | 5 ملايين (قد تتضمن مبيعات منصات متعددة)     | —                                                                                 | أ.ش: 22 نوفمبر 1999 أور: 1999 ياب: 19 يوليو 2000                              |
| الشر المقيم 2                     | 4.96 ملايين                                 | —                                                                                 | أ.ش: 21 يناير 1998 ياب: 29 يناير 1998 أور: 8 مايو 1998                        |
| التنين سبايرو                     | 4.832 ملايين                                | —                                                                                 | أ.ش: 10 سبتمبر 1998 أور: أكتوبر 1998 ياب: 1 أبريل 1999                        |
| دراغون كويست 7                    | 4.12 ملايين                                 | 4.12 ملايين في اليابان                                                            | ياب: 26 أغسطس 2000 أ.ش: 31 أكتوبر 2001                                        |
| رايمان                            | 4 ملايين                                    | —                                                                                 | أ.ش: 9 سبتمبر 1995 ياب: 22 سبتمبر 1995 أور: ديسمبر 1995                       |
| الشر المقيم                       | 3.95 ملايين                                 | - 1.2 مليون لصالح الشر المقيم - 2.75 ملايين لصالح الشر المقيم: نسخة المخرج        | ياب: 22 مارس 1996 أ.ش: 30 مارس 1996 أور: 1 أغسطس 1996                         |
| آد ورلد:آيبز آديسي                | 3.5 ملايين                                  | —                                                                                 | أ.ش: 31 أغسطس 1997 أور: سبتمبر 1997 ياب: 11 ديسمبر 1997                       |
| الشر المقيم 3: عدو                | 3.5 ملايين                                  | —                                                                                 | ياب: 22 سبتمبر 1999 أ.ش: 11 نوفمبر 1999 أور: 17 مارس 2000                     |
| سبايرو 2: غضب ربتو                | 3.451 ملايين                                | —                                                                                 | أ.ش: 31 أكتوبر 1999 أور: 5 نوفمبر 1999 ياب: 16 مارس 2000                      |
| فروغر                             | 3.37 ملايين                                 | 3.37 ملايين في الولايات المتحدة                                                   | أ.ش: 30 سبتمبر 1997 أور: نوفمبر 1997 ياب: 28 مايو 1998                        |
| تيكن 2                            | 3.37 ملايين                                 | - مليونان في الولايات المتحدة - 1.37 مليون في اليابان                             | ياب: 29 مارس 1996 أ.ش: 25 أغسطس 1996 أور: أكتوبر 1996                         |
| توني هوكس برو سكيتر               | 3.32 ملايين                                 | - 3.02 ملايين في الولايات المتحدة - 300,000 في المملكة المتحدة                    | أ.ش: 31 أغسطس 1999 ياب: 30 مارس 2000 أور: 21 يوليو 2000                       |
| سبايرو: عام التنين                | 3.283 ملايين                                | —                                                                                 | أ.ش: 23 أكتوبر 2000 أور: 10 نوفمبر 2000                                       |
| السائق                            | 3.22 ملايين                                 | 3.22 ملايين في الولايات المتحدة                                                   | أ.ش: 30 يونيو 1999 ياب: 9 مارس 2000 أور: 2 يوليو 2000                         |
| توني هوكس برو سكيتر 2             | 3.15 ملايين                                 | - 2.85 ملايين في الولايات المتحدة - 300,000 في المملكة المتحدة                    | أ.ش: 20 سبتمبر 2000 أور: 29 سبتمبر 2000 ياب: 8 مارس 2001                      |
| التمساح: أسطورة الغوبوس           | 3 ملايين                                    | —                                                                                 | أ.ش: 29 سبتمبر 1997 أور: أكتوبر 1997 ياب: 18 ديسمبر 1997                      |
| بارابا ذا رابر                    | 3 ملايين                                    | —                                                                                 | ياب: 6 ديسمبر 1996 أور: سبتمبر 1997 أ.ش: 31 أكتوبر 1997                       |
| السائق 2                          | 2.85 ملايين                                 | - 2.55 ملايين في الولايات المتحدة - 300,000 في المملكة المتحدة                    | أ.ش: 13 نوفمبر 2000 أور: 17 نوفمبر 2000                                       |
| دينو كريسس                        | 2.4 ملايين                                  | —                                                                                 | ياب: 1 يوليو 1999 أ.ش: 31 أغسطس 1999 أور: 29 أكتوبر 1999                      |
| فاينل فانتازي تاكتيكس             | 2.3 ملايين                                  | - 1.35 مليون في اليابان - 950,000 في الولايات المتحدة                             | ياب: 20 يونيو 1997 أ.ش: 28 يناير 1998                                         |
| نامكو ميوزيام 3                   | 2.24 ملايين                                 | 2.24 ملايين في الولايات المتحدة                                                   | ياب: 21 يونيو 1996 أ.ش: 31 يناير 1997 أور: فبراير 1997                        |
| كراش تيم رسينغ                    | 2.2 ملايين                                  | - 1.9 مليون في الولايات المتحدة - 300,000 في المملكة المتحدة                      | أ.ش: 30 سبتمبر 1999 ياب: 16 ديسمبر 1999 أور: 1999                             |
| توني هوكس برو سكيتر 3             | 2.2 ملايين                                  | - 2.1 ملايين في الولايات المتحدة - 100,000 في المملكة المتحدة                     | أ.ش: 29 أكتوبر 2001 أور: 23 نوفمبر 2001                                       |
| دبليو دبليو إف وار زون            | 2.2 ملايين                                  | 2.2 ملايين في الولايات المتحدة                                                    | أ.ش: 14 يوليو 1998 أور: سبتمبر 1998                                           |
| غولف الجميع                       | 2.13 ملايين                                 | 2.13 ملايين في اليابان                                                            | ياب: 17 يوليو 1997 أ.ش: 30 أبريل 1998 أور: 1 يونيو 1998                       |
| مورتال كومبات تريلجي              | 2.01 ملايين                                 | 2.01 ملايين في الولايات المتحدة                                                   | أور: 12 يونيو 1996 أ.ش: 1996 ياب: 2 أبريل 1998                                |
| ديربي ستاليون                     | مليونان                                     | مليونان في اليابان                                                                | ياب: 17 يوليو 1997                                                            |
| التل الصامت                       | مليونان                                     | —                                                                                 | أ.ش: 31 يناير 1999 ياب: 4 مارس 1999 أور: 1 أغسطس 1999                         |
| دبليو دبليو إف سماك داون!         | 1.92 مليون                                  | - 1.62 مليون في الولايات المتحدة - 300,000 في المملكة المتحدة                     | أ.ش: 2 مارس 2000 أور: أبريل 2000 ياب: 3 أغسطس 2000                            |
| كراش باش                          | 1.9 مليون                                   | - 1.6 مليون في الولايات المتحدة - 300,000 في المملكة المتحدة                      | أ.ش: 6 نوفمبر 2000 أور: 1 ديسمبر 2000 ياب: 14 ديسمبر 2000                     |
| سماك داون! 2: نو يور رول          | 1.87 مليون                                  | - 1.57 مليون في الولايات المتحدة - 300,000 في المملكة المتحدة                     | أ.ش: 21 نوفمبر 2000 أور: 1 يناير 2001 ياب: 25 يناير 2001                      |
| الرجل العنكبوت                    | 1.85 مليون                                  | - 1.55 مليون في الولايات المتحدة - 300,000 في المملكة المتحدة                     | أ.ش: 30 أغسطس 2000 أور: 15 سبتمبر 2000 أس: 2000 ياب: 26 أبريل 2001            |
| باراسايت إيف                      | 1.799 مليون؛ 1.94 مليون نسخة مُصدَّرة          | - 1.05 مليون في اليابان - 749,000 في الولايات المتحدة                             | ياب: 29 مارس 1998 أ.ش: 9 سبتمبر 1998                                          |
| تتريس بلس                         | 1.77 مليون                                  | 1.77 مليون في الولايات المتحدة                                                    | ياب: 6 سبتمبر 1996 أ.ش: 18 أكتوبر 1996 أور: أكتوبر 1997                       |
| سيفون فلتر                        | 1.75 مليون                                  | 1.75 مليون في الولايات المتحدة                                                    | أ.ش: 31 يناير 1999 أور: 9 يوليو 1999 ياب: 12 أغسطس 1999                       |
| تويستد ميتال 2                    | 1.74 مليون                                  | 1.74 مليون في الولايات المتحدة                                                    | أ.ش: 31 أكتوبر 1996 أور: فبراير 1997 ياب: 28 أغسطس 1997                       |
| الغد لا يموت                      | 1.72 مليون                                  | - 1.42 في الولايات المتحدة - 300,000 في المملكة المتحدة                           | أ.ش: 16 نوفمبر 1999 أور: 25 نوفمبر 1999 ياب: 10 فبراير 2000                   |
| نيد فور سبيد 3: هوت برسوت         | 1.7 مليون                                   | 1.7 مليون في الولايات المتحدة                                                     | أور: أبريل 1998 ياب: 23 سبتمبر 1998 أ.ش: 1998                                 |
| يوغي-يو! ذكريات مُحرَّمة             | 1.653 مليون                                 | - 1.1 مليون في الولايات المتحدة - 453,036 في اليابان - 100,000 في المملكة المتحدة | ياب: 9 ديسمبر 1999 أ.ش: 20 مارس 2002 أور: 22 نوفمبر 2002                      |
| نامكو ميوزيام 1                   | 1.65 مليون                                  | 1.65 مليون في الولايات المتحدة                                                    | ياب: 22 نوفمبر 1995 أ.ش: 31 يوليو 1996 ياب: أغسطس 1996                        |
| وسام الشرف                        | 1.64 مليون                                  | - 1.44 في الولايات المتحدة - 200,000 في المملكة المتحدة                           | أ.ش: 31 أكتوبر 1999 أور: 1999                                                 |
| حياة حشرة                         | 1.5 مليون                                   | 1.5 مليون في الولايات المتحدة                                                     | أ.ش: 31 أكتوبر 1998 ياب: فبراير 1999 ياب: 28 أكتوبر 1999                      |
| ليجسي أوف كاين: سول ريفير         | 1.5 مليون                                   | —                                                                                 | أ.ش: 16 أغسطس 1999 أور: 1999                                                  |
| مادن إن إف إل 99                  | 1.5 مليون                                   | 1.5 مليون في الولايات المتحدة                                                     | أ.ش: 31 يوليو 1998 أور: 1998                                                  |
| غزاة القبور: سجلات                | 1.5 مليون (قد تتضمن مبيعات منصات متعددة)    | —                                                                                 | أور: 17 نوفمبر 2000 أ.ش: 2000 ياب: 31 مايو 2001                               |
| مادن إن إف إل 2000                | 1.48 مليون                                  | 1.48 مليون في الولايات المتحدة                                                    | أ.ش: 31 يوليو 1999 أور: 1999                                                  |
| إن إف إل غيمداي 98'               | 1.47 مليون                                  | 1.47 مليون في الولايات المتحدة                                                    | أ.ش: 31 يوليو 1997                                                            |
| راغراتس: البحث عن ريبتار          | 1.46 مليون                                  | 1.46 مليون في الولايات المتحدة                                                    | أ.ش: 31 أكتوبر 1998 أور: نوفمبر 1998                                          |
| سرقة السيارات الكبرى 2            | 1.45 مليون                                  | - 1.15 مليون في الولايات المتحدة - 300,000 في المملكة المتحدة                     | أور: 22 أكتوبر 1999 أ.ش: 25 أكتوبر 1999 أس: 1999                              |
| غولف الجميع 2                     | 1.44 مليون                                  | 1.44 مليون في اليابان                                                             | ياب: 29 يوليو 1999 أ.ش: 29 فبراير 2000 أور: 2000                              |
| كول بوردرز                        | 1.43 مليون                                  | 1.43 مليون في الولايات المتحدة                                                    | أ.ش: 30 سبتمبر 1998 ياب: 26 نوفمبر 1998 أور: نوفمبر 1998                      |
| سيفون فلتر 2                      | 1.42 مليون                                  | - 1.32 مليون في الولايات المتحدة - 100,000 في المملكة المتحدة                     | أ.ش: 29 فبراير 2000 أور: 2000                                                 |
| نيد فور سبيد: هاي ستاكس           | 1.39 مليون                                  | 1.39 مليون في الولايات المتحدة                                                    | أ.ش: 1 مارس 1999 ياب: 17 يونيو 1999 أور: 1999                                 |
| جيت موتو 2                        | 1.31 مليون                                  | 1.31 مليون في الولايات المتحدة                                                    | أ.ش: 31 أكتوبر 1997 أور: أبريل 1998 ياب: 6 أغسطس 1998                         |
| دبليو سي دبليو نيترو              | 1.3 مليون                                   | 1.3 مليون في الولايات المتحدة                                                     | أ.ش: 1997 أور: يونيو 1998                                                     |
| تويستد ميتال 3                    | 1.29 مليون                                  | 1.29 مليون في الولايات المتحدة                                                    | أ.ش: 31 أكتوبر 1998                                                           |
| دانس دانس ريفليوشن                | 1.27 مليون                                  | 1.27 مليون في اليابان                                                             | أ.ش: 9 مايو 2001                                                              |
| جيت موتو                          | 1.27 مليون                                  | 1.27 مليون في الولايات المتحدة                                                    | أ.ش: 31 أكتوبر 1996 أور: فبراير 1997 ياب: 7 أغسطس 1997                        |
| سبيك أوبس: ستيلث باترول           | 1.27 مليون                                  | 1.27 مليون في الولايات المتحدة                                                    | أور: يناير 2000 أ.ش: 5 يونيو 2000                                             |
| كرونو كروس                        | 1.269 مليون؛ 1.5 مليون نسخة مُصدَّرة           | - 580,000 في الولايات المتحدة - 688,614 في اليابان                                | ياب: 18 نوفمبر 1999 أ.ش: 15 أغسطس 2000                                        |
| مادن إن إف إل 98                  | 1.25 مليون                                  | 1.25 مليون في الولايات المتحدة                                                    | أ.ش: 31 يوليو 1997 أور: سبتمبر 1997                                           |
| أسطورة الفارس                     | 1.24 مليون                                  | - 960,000 في الولايات المتحدة - 280,000 في اليابان                                | ياب: 2 ديسمبر 1999 أ.ش: 11 يونيو 2000 أور: 19 يناير 2001                      |
| باك مان وورلد                     | 1.24 مليون                                  | 1.24 مليون في الولايات المتحدة                                                    | أ.ش: 30 سبتمبر 1999 ياب: 2 نوفمبر 1999 أور: 1999                              |
| كول بوردرز 2                      | 1.21 مليون                                  | 1.21 مليون في الولايات المتحدة                                                    | ياب: 28 أغسطس 1997 أ.ش: 31 أكتوبر 1997 أور: 1 فبراير 1998                     |
| دراغون كويست 4                    | 1.2 مليون                                   | 1.2 مليون في اليابان                                                              | ياب: 22 نوفمبر 2001                                                           |
| تايلس أوف ديستني                  | 1.193 مليون                                 | —                                                                                 | ياب: 23 ديسمبر 1997 أ.ش: 30 سبتمبر 1998                                       |
| دينو كريسس 2                      | 1.19 مليون                                  | —                                                                                 | ياب: 13 سبتمبر 2000 أ.ش: 29 سبتمبر 2000 أور: 24 نوفمبر 2000                   |
| مونوبولي                          | 1.19 مليون                                  | 1.19 مليون في الولايات المتحدة                                                    | أ.ش: 31 أكتوبر 1997 أور: نوفمبر 1997 ياب: 8 يناير 1998                        |
| تشوكوبو نو فوشيغينا دانجن         | 1.166 مليون                                 | 1.166 مليون في اليابان                                                            | ياب: 23 ديسمبر 1997                                                           |
| ناسكار 98                         | 1.16 مليون                                  | 1.16 مليون في الولايات المتحدة                                                    | أور: نوفمبر 1997 أ.ش: 1997 ياب: 19 مارس 1998                                  |
| إن بي أي لايف 98                  | 1.15 مليون                                  | 1.15 مليون في الولايات المتحدة                                                    | أ.ش: 30 نوفمبر 1997 أور: ديسمبر 1997 ياب: 2 أبريل 1998                        |
| ناسكار 99                         | 1.14 مليون                                  | 1.14 مليون في الولايات المتحدة                                                    | أ.ش: 30 سبتمبر 1998 أور: 1999                                                 |
| زينوجيرس                          | 1.131 مليون؛ 1.19 مليون نسخة مُصدَّرة          | - 891,671 في اليابان - 239,000 في الولايات المتحدة                                | ياب: 11 فبراير 1998 أ.ش: 20 أكتوبر 1998                                       |
| إن إف إل غيمداي '99               | 1.12 مليون                                  | 1.12 مليون في الولايات المتحدة                                                    | أ.ش: 31 يوليو 1998                                                            |
| آرك ذا لاد                        | 1.1 مليون                                   | 1.1 مليون في اليابان                                                              | ياب: 30 يونيو 1995                                                            |
| بيتمنيا                           | 1.1 مليون                                   | 1.1 مليون في اليابان                                                              | ياب: 1 أكتوبر 1998                                                            |
| ديربي ستاليون '99                 | 1.1 مليون                                   | 1.1 مليون في اليابان                                                              | ياب: 30 سبتمبر 1999                                                           |
| ديفل دايس                         | 1.1 مليون                                   | 1.1 مليون في اليابان                                                              | ياب: 18 يونيو 1998 أ.ش: 30 يونيو 1998 أور: 1998                               |
| حدود الملحمة                      | 1.1 مليون                                   | 1.1 مليون في اليابان                                                              | ياب: 11 يوليو 1997 أ.ش: 31 مارس 1998                                          |
| ستار أوشن: ذا سكند ستوري          | 1.094 مليون                                 | —                                                                                 | ياب: 30 يوليو 1998 أ.ش: 31 مايو 1999 أور: 12 أبريل 2000                       |
| 2إكستريم                          | 1.09 مليون                                  | 1.09 مليون في الولايات المتحدة                                                    | أ.ش: 31 أكتوبر 1996 أور: 6 مارس 1997 ياب: 11 أبريل 1997                       |
| باراسايت إيف 2                    | 1.09 مليون                                  | 1.09 مليون نسخة مُصدَّرة                                                             | ياب: 16 ديسمبر 1999 أ.ش: 12 يناير 2000 ياب: 25 أغسطس 2000                     |
| تيست درايف 5                      | 1.08 مليون                                  | 1.08 مليون في الولايات المتحدة                                                    | أ.ش: 30 سبتمبر 1998 ياب: ديسمبر 1998 ياب: 25 مارس 1999                        |
| تويستد ميتال                      | 1.08 مليون                                  | 1.08 مليون في الولايات المتحدة                                                    | أ.ش: 5 نوفمبر 1995 أور: يناير 1996 ياب: 15 نوفمبر 1996                        |
| تويستد ميتال 4                    | 1.08 مليون                                  | 1.08 مليون في الولايات المتحدة                                                    | أ.ش: 31 أكتوبر 1999                                                           |
| سبونج بوب سكوير بانتس: سوبر سبونج | 1.06 مليون                                  | 1.06 مليون في الولايات المتحدة                                                    | أ.ش: 21 سبتمبر 2001 أور: 16 نوفمبر 2001                                       |
| آرك ذا لاد 2                      | 1.04 مليون                                  | 1.04 مليون في اليابان                                                             | ياب: 1 نوفمبر 1996                                                            |
| دينشا دي غو!                      | 1.04 مليون                                  | 1.04 مليون في اليابان                                                             | ياب: 18 ديسمبر 1997                                                           |
| آي إس إس برو إيفولوشن             | 1.02 مليون                                  | 1.02 مليون في اليابان                                                             | ياب: 2 سبتمبر 1999 أ.ش: 6 يونيو 2000                                          |
| آي كيو                            | 1.01 مليون                                  | 1.01 مليون في اليابان                                                             | ياب: 31 يناير 1997 أ.ش: 30 سبتمبر 1997 ياب: أكتوبر 1997                       |
| إن بي أي لايف 2000                | مليون                                       | مليون في الولايات المتحدة                                                         | أ.ش: 31 أكتوبر 1999 أور: 1999 ياب: 24 فبراير 2000                             |
| سلسلة سمبل 1500 المجلد 1: ما جونغ | مليون                                       | مليون في اليابان                                                                  | ياب: 22 أكتوبر 1998                                                           |
| ستريت فايتر ألفا 3                | مليون                                       | —                                                                                 | ياب: 23 ديسمبر 1998 أ.ش: 30 أبريل 1999 أور: 27 أكتوبر 2000                    |
| تيكن                              | مليون                                       | —                                                                                 | ياب: 31 مارس 1995 أ.ش: أكتوبر 1995 أور: نوفمبر 1995                           |
| دبليو سي دبليو/إن دبليو أو ثوندير | مليون                                       | —                                                                                 | أ.ش: 31 ديسمبر 1998 ياب: 1999                                                 |

جميع ألعاب بلاي ستيشن صدرت حتى 31 مارس 2007: 962 مليون.

### بوكيت ستيشن
ألعاب بوكيت ستيشن التي قد باعت أو صدرت على الأقل مليون نسخة.
- تورو إينوي (1.1 مليون في اليابان)[6]